# Aeternitas (band)
Aeternitas is een Duitse gothicmetalband.

## Artiesten
- Alexander Hunzinger - vocalist (vanaf 1999)
- Anja Malchau - toetsenist (vanaf 1999)
- Sandra Wolf - soprano (vanaf 2001)
- Mirko Lipke - gitarist (vanaf 2001)
- Thomas Tescher - gitarist (vanaf 2001)
- Martin Hertz - bassist, vocalist (vanaf 2002)
- Birger Hinz - vocalist (vanaf 2003)
- Doria Theis - soprano (vanaf 2003)

## Vroegere leden
- Kornelius Bottcher - vocalist (2000)
- Andreas Libera - bassist, vocalist (2000 - 2001)
- Anneke Stemmer - soprano (2000)
- Stephan Borchert - vocalist (2001 - 2002)
- Sebastian Siegert - drummer (2001 - 2002)

## Discografie
- 2000 - Requiem - (Godz Greed Records)
- 2004 - La Danse Macabre - (Serpina Records)